# Campionat del Món d'atletisme de 2009 - 110 metres tanques
Els 110 metres tanques al Campionat del Món d'atletisme de 2009 van tenir lloc a l'estadi Olímpic de Berlín els dies 19 i 20 d'agost.
Igual que va passar a la final olímpica de 2008, l'anterior posseïdor del rècord del món Liu Xiang no va poder participar per lesió, cosa que va deixar a Dayron Robles, campió olímpic i actual rècord del món com el gran favorit. A més, dos dels corredors més ràpids de la temporada, David Oliver i Dexter Faulk, no van ser seleccionats per l'equip estatunidenc, que va triar a David Payne, Terrence Trammell i Aries Merritt. El jove de 21 anys Ryan Brathwaite havia millorat molt eixa temporada, i Dwight Thomas i Maurice Wignall de Jamaica també estaven entre els favorits a medalla.
Robles va abandonar la competició per una lesió, i va deixar el camí obert a un nou campió mundial. Malgrat no ser un dels principals favorits, Brathwaite es va convertir en el campió més jove de la història de la prova, i va guanyar la primera medalla d'or per a l'atletisme de Barbados, tant en Campionats del Món com en Jocs Olímpics.

## Medallistes
| Or                         | Argent                           | Bronze                     |
| Ryan Brathwaite · Barbados | Terrence Trammell · Estats Units | David Payne · Estats Units |

## Rècords
| Rècord del Món         | Dayron Robles (CUB)      | 12.87 | Ostrava, República Txeca | 12 de juny de 2008   |
| Rècord del Campionat   | Colin Jackson (GBR)      | 12.91 | Stuttgart, Alemanya      | 20 d'agost de 1993   |
| Marca mundial de l'any | Dayron Robles (CUB)      | 13.04 | Ostrava, República Txeca | 17 de juny de 2009   |
| Rècord d'Àfrica        | Shaun Bownes (RSA)       | 13.26 | Heusden, Països Baixos   | 14 de juliol de 2001 |
| Rècord d'Àsia          | Liu Xiang (CHN)          | 12.88 | Lausana, Suïssa          | 11 de juliol de 2006 |
| Rècord de Nord-amèrica | Dayron Robles (CUB)      | 12.87 | Ostrava, República Txeca | 12 de juny de 2008   |
| Rècord de Sud-amèrica  | Redelén dos Santos (BRA) | 13.29 | Lisboa, Portugal         | 13 de juny de 2004   |
| Rècord d'Europa        | Colin Jackson (GBR)      | 12.91 | Stuttgart, Alemanya      | 20 d'agost de 1993   |
| Rècord d'Oceania       | Kyle Vander Kuyp (AUS)   | 13.29 | Göteborg, Suècia         | 11 d'agost de 1995   |

## Marques per classificar-se
| Mínima A | Mínima B |
| -------- | -------- |
| 13.55    | 13.62    |

## Programa
| Data               | Hora  | Ronda      |
| ------------------ | ----- | ---------- |
| 19 d'agost de 2009 | 11:35 | Sèries     |
| 20 d'agost de 2009 | 18:15 | Semifinals |
| 20 d'agost de 2009 | 20:55 | Final      |

## Resultats

### Final
| Pos.              | Atleta            | Nacionalitat    | Temps | Notes |
| ----------------- | ----------------- | --------------- | ----- | ----- |
| Medalla d'or      | Ryan Brathwaite   | Barbados        | 13.14 | NR    |
| Medalla de plata  | Terrence Trammell | Estats Units    | 13.15 |       |
| Medalla de bronze | David Payne       | Estats Units    | 13.15 |       |
| 4                 | William Sharman   | Regne Unit      | 13.30 | PB    |
| 5                 | Maurice Wignall   | Jamaica         | 13.31 | SB    |
| 6                 | Petr Svoboda      | Txèquia         | 13.38 |       |
| 7                 | Dwight Thomas     | Jamaica         | 13.56 |       |
| 8                 | Ji Wei            | R.P. de la Xina | 13.57 |       |

AR Rècord del continent | CR Rècord del campionat | NR Rècord nacional | OR Rècord olímpic | PB/PR Millor marca personal/Rècord personal 
 SB Millor marca personal de la temporada | WL Millor marca mundial de l'any | WR Rècord del món

### Semifinals
Els dos primers de cada semifinal (Q) i els dos millors temps (q) es classificaven per a la final.
| Pos. | Sèrie | Atleta             | Nacionalitat    | Temps | Notes  |
| ---- | ----- | ------------------ | --------------- | ----- | ------ |
| 1    | 2     | Ryan Brathwaite    | Barbados        | 13.18 | Q / NR |
| 2    | 1     | Terrence Trammell  | Estats Units    | 13.24 | Q      |
| 2    | 2     | David Payne        | Estats Units    | 13.24 | Q      |
| 4    | 1     | Petr Svoboda       | Txèquia         | 13.33 | Q / SB |
| 5    | 2     | Dwight Thomas      | Jamaica         | 13.37 | q      |
| 6    | 3     | William Sharman    | Regne Unit      | 13.38 | Q / PB |
| 7    | 1     | Ji Wei             | R.P. de la Xina | 13.41 | q / SB |
| 8    | 2     | Shi Dongpeng       | R.P. de la Xina | 13.42 | SB     |
| 9    | 1     | Artur Noga         | Polònia         | 13.43 | SB     |
| 9    | 3     | Maurice Wignall    | Jamaica         | 13.43 | Q / SB |
| 11   | 1     | Paulo Villar       | Colòmbia        | 13.44 | SB     |
| 12   | 2     | Gregory Sedoc      | Països Baixos   | 13.45 |        |
| 12   | 3     | Dániel Kiss        | Hongria         | 13.45 |        |
| 14   | 2     | Maksim Lynsha      | Belarús         | 13.46 | PB     |
| 15   | 3     | Shamar Sands       | Bahames         | 13.47 |        |
| 16   | 2     | Dimitri Bascou     | França          | 13.49 | PB     |
| 17   | 1     | Staņislavs Olijars | Letònia         | 13.50 |        |
| 18   | 1     | Jackson Quiñónez   | Espanya         | 13.54 |        |
| 19   | 1     | Dayron Capetillo   | Cuba            | 13.55 |        |
| 20   | 3     | Garfield Darien    | França          | 13.57 |        |
| 21   | 3     | Evgeniy Borisov    | Rússia          | 13.63 |        |
| 22   | 2     | Alexander John     | Alemanya        | 13.64 |        |
| 23   | 3     | Helge Schwarzer    | Alemanya        | 13.72 |        |
|      | 3     | Dayron Robles      | Cuba            |       | DNF    |

AR Rècord del continent | CR Rècord del campionat | NR Rècord nacional | OR Rècord olímpic | PB/PR Millor marca personal/Rècord personal 
 SB Millor marca personal de la temporada | WL Millor marca mundial de l'any | WR Rècord del món

### Sèries
Els tres primers de cada sèrie (Q) i els sis millors temps (q) es classificaven per les semifinals.
| Pos. | Sèrie | Atleta                       | Nacionalitat       | Temps | Notes  |
| ---- | ----- | ---------------------------- | ------------------ | ----- | ------ |
| 1    | 6     | Dániel Kiss                  | Hongria            | 13.34 | Q / NR |
| 2    | 4     | Ryan Brathwaite              | Barbados           | 13.35 | Q      |
| 3    | 4     | Alexander John               | Alemanya           | 13.41 | Q      |
| 4    | 5     | Ji Wei                       | R.P. de la Xina    | 13.51 | Q      |
| 4    | 5     | Terrence Trammell            | Estats Units       | 13.51 | Q      |
| 6    | 4     | William Sharman              | Regne Unit         | 13.52 | Q      |
| 6    | 6     | Paulo Villar                 | Colòmbia           | 13.52 | Q / SB |
| 8    | 5     | Gregory Sedoc                | Països Baixos      | 13.54 | Q      |
| 8    | 6     | David Payne                  | Estats Units       | 13.54 | Q      |
| 10   | 5     | Dimitri Bascou               | França             | 13.55 | q      |
| 11   | 1     | Shi Dongpeng                 | R.P. de la Xina    | 13.56 | Q      |
| 11   | 3     | Petr Svoboda                 | Txèquia            | 13.56 | Q      |
| 11   | 3     | Garfield Darien              | França             | 13.56 | Q      |
| 11   | 3     | Artur Noga                   | Polònia            | 13.56 | Q      |
| 15   | 1     | Dwight Thomas                | Jamaica            | 13.57 | Q      |
| 15   | 5     | Shamar Sands                 | Bahames            | 13.57 | q      |
| 17   | 4     | Staņislavs Olijars           | Letònia            | 13.59 | q      |
| 18   | 4     | Maksim Lynsha                | Belarús            | 13.61 | q      |
| 18   | 6     | Dayron Capetillo             | Cuba               | 13.61 | q      |
| 20   | 2     | Maurice Wignall              | Jamaica            | 13.62 | Q      |
| 21   | 1     | Jackson Quiñónez             | Espanya            | 13.63 | Q      |
| 21   | 4     | Evgeniy Borisov              | Rússia             | 13.63 | q      |
| 23   | 2     | Helge Schwarzer              | Alemanya           | 13.66 | Q      |
| 24   | 2     | Dayron Robles                | Cuba               | 13.67 | Q      |
| 24   | 1     | Lehann Fourie                | Sud-àfrica         | 13.67 |        |
| 26   | 5     | Selim Nurudeen               | Nigèria            | 13.68 |        |
| 27   | 3     | Aries Merritt                | Estats Units       | 13.70 |        |
| 27   | 6     | Richard Phillips             | Jamaica            | 13.70 |        |
| 29   | 3     | Serhiy Demydyuk              | Ucraïna            | 13.71 | SB     |
| 30   | 2     | Cédric Lavanne               | França             | 13.72 |        |
| 30   | 2     | Felipe Vivancos              | Espanya            | 13.72 |        |
| 32   | 1     | Andy Turner                  | Regne Unit         | 13.73 |        |
| 33   | 6     | Matthias Bühler              | Alemanya           | 13.75 |        |
| 34   | 3     | Adrien Deghelt               | Bèlgica            | 13.78 |        |
| 35   | 5     | Héctor Cotto                 | Puerto Rico        | 13.81 |        |
| 36   | 1     | Lee Jung-Joon                | Corea del Sud      | 13.83 | SB     |
| 36   | 3     | Gianni Frankis               | Regne Unit         | 13.83 |        |
| 38   | 1     | Tasuku Tanonaka              | Japó               | 13.84 |        |
| 39   | 6     | David Ilariani               | Geòrgia            | 13.86 |        |
| 40   | 4     | Park Tae-Kyong               | Corea del Sud      | 13.93 |        |
| 41   | 5     | Rayzam Shah Wan Sofian       | Malàisia           | 14.06 |        |
| 42   | 2     | Damien Broothaerts           | Bèlgica            | 14.15 |        |
| 43   | 6     | Abdul Hakeem Abdul Halim     | Singapur           | 14.63 | SB     |
| 44   | 4     | Ahmad Hazer                  | Líban              | 14.74 |        |
| 45   | 3     | Toriki Urarii                | Polinèsia Francesa | 15.01 | SB     |
|      | 1     | Joseph-Berlioz Randriamihaja | Madagascar         |       | DNF    |
|      | 2     | Yin Jing                     | R.P. de la Xina    |       | DNS    |

AR Rècord del continent | CR Rècord del campionat | NR Rècord nacional | OR Rècord olímpic | PB/PR Millor marca personal/Rècord personal 
 SB Millor marca personal de la temporada | WL Millor marca mundial de l'any | WR Rècord del món